# Nyugdíjbiztosítási adókedvezmény
Az országgyűlés a személyi jövedelemadóról szóló (1995. évi CXVII.) törvény (szja tv.) módosításával 2013. november 18-án kedvezményt vezetett be a nyugdíjbiztosítások után fizetett biztosítási díjakra. A kedvezmény új biztosítási szerződésekre érvényes, melyeknek meg kell felelniük a törvényben meghatározott feltételekre. Ezekre a Nemzeti Adó- és Vámhivatal (NAV) a biztosításra fizetett díj 20%-nak megfelelő, de legfeljebb évi 130 ezer forint adókedvezményt ír jóvá.

## A nyugdíjbiztosítás definíciója
A nyugdíjbiztosítás fogalmát az szja. tv. 3. § 93. pontja határozza meg.
"Nyugdíjbiztosítás: az olyan életbiztosítás, ahol a biztosítói teljesítést a biztosított halála, vagy a társadalombiztosítási nyugellátásról szóló jogszabály szerinti nyugdíjszolgáltatásra való jogosultság megszerzése, vagy az egészségi állapot legalább 40%-os mértéket elérő károsodása váltja ki, illetve ha a biztosító elérési szolgáltatása a szerződés létrejöttekor érvényes öregségi nyugdíjkorhatár biztosított általi betöltésekor válik esedékessé, feltéve, hogy a szerződés létrejöttétől a biztosító biztosítási eseményre tekintettel történő teljesítéséig (kivéve a biztosított halálát, a rokkantsági, a rehabilitációs ellátásra való jogosultság bekövetkezését, valamint ha a biztosító teljesítése nem csökkenő összegű járadékszolgáltatás és a járadékszolgáltatást a folyósítás megkezdésétől számított 10. év végéig vagy a biztosított haláláig nyújtják) legalább 10 év eltelik."

## Az adókedvezmény szabályai
Az szja törvény rendelkezik arról, hogy a szerződés tartam alatti megszűnése (biztosítási zsargonban "visszavásárlás") esetén, illetve bármilyen egyéb formájú pénzkivonás esetén a teljes igénybe vett adókedvezményt vissza kell fizetni, 20%-kal megnövelt értékben. Az adókedvezményt a Biztosító fizeti vissza, de ha erre nem elég a szerződés "visszavásárlási értéke", akkor a hátralékot a szerződőtől hajtja be a NAV.

### Milyen szerződésekre érvényesíthető az adókedvezmény
Csak új, 2014. január 1. után kötött szerződésekre érvényesíthető.

### Kizárások az adókedvezmény igénybevétele alól
Fennálló adótartozás, adóhátralék esetén addig nem vehető igénybe adókedvezmény, amíg az adótartozást nem rendezte az ügyfél. Az adótartozás összegébe nem lehet beszámítani, abból levonni az adókedvezmény mértékét.

## Gazdasági jelentőség
Számos gazdasági, politikai és demográfiai folyamat eredőjeként, de legfőképpen az elöregedő társadalom: a meghosszabbodó élettartamok és a csökkenő születésszám hatására a nyugdíjrendszer egyensúlya várhatóan tartósan romlani fog. A felosztó-kirovó rendszerű állami nyugdíjrendszer hosszú távú pénzügyi fenntarthatósága ezáltal jelenlegi formájában várhatóan nem tartható fenn, és a jövőbeli nyugdíjak értéke kisebb lesz, mint a mai a fizetésekhez viszonyítva.

## Piaci hatás
A Nyugdíjbiztosítások vélhetően jelentős piaci részesedést fognak kihasítani a megtakarításokon belül.

## Fontosabb versenyző nyugdíj-megtakarítási lehetőségek
A magyar nyugdíjrendszerben számos nyugdíjcélú megtakarítási forma létezik. 
Minden Magyarországon járulékot fizető jogosultságok szerez a társadalombiztosítási nyugellátásra.
Ide tartozik az önkéntes nyugdíjpénztár és a NYESZ (Nyugdíj Előtakarékossági SZámla) is. Mindkét megoldás esetében lehetőség van az adókedvezmény igénybevételére.